# Доброђењ
Доброђењ (пољ. Dobrodzień) град је у Пољској у Војводству опољском. По подацима из 2012. године број становника у месту је био 3825.
.

## Становништво
| 2012. |
| ----- |
| 3.825 |